# 悪女 (中島みゆきの曲)
「悪女」（あくじょ）は、1981年10月21日に発売された中島みゆきの11作目のシングル。

## 解説
中島みゆきが1970年代の「わかれうた」に続いて、1980年代でオリコンチャート1位を獲得したシングルである。中島みゆきの代表的な楽曲で80万枚を超えるセールスを記録した。レコード・CDセールスが激増する前の80年代初頭において異例のヒットでもあった。
アルバム『寒水魚』にはアレンジや歌い方の異なるジャジーな同曲が収録されている。
歌詞の内容は、交際中だが浮気にはしる男性とそれを知り自ら嫌われるよう仕向ける女性の様子を表現しており、中島は歌詞中に登場するマリコという女性について、発売当時オールナイトニッポンで「歌詞に女の人の名前を入れるのが好きだった」と話していた。
基本的にイ長調（Aメジャー）で唄われているが、シングルでは基準ピッチが異なるためアルバム『寒水魚』や後のコンサート『歌暦』よりも全体の音程が若干低い。シングルバージョンを演奏で合わせるのならばイ長調（Aメジャー）の場合425Hz、変イ長調（A♭メジャー）なら450Hzでオリジナル音源と同じピッチでの演奏が可能となる。
B面の「笑わせるじゃないか」は山内恵美子への提供曲であり、1987年に発売された『Singles』にてアルバム初収録となった。
2022年11月28日にこのシングルは、ヤマハミュージックコミュニケーションズにより、ジャケット画像は7インチシングル盤でデジタル・ダウンロード配信された。

## 収録曲
1. 悪女
  - 作詞・作曲：中島みゆき、編曲：船山基紀
2. 笑わせるじゃないか
  - 作詞・作曲：中島みゆき、編曲：船山基紀

## カバー
悪女
- アル・バーノ & ロミナ・パワー (1982年、アルバム『Che Angelo Sei』)
- 畑中葉子（1982年、アルバム『強行突破』）
- シルヴィ・ヴァルタン（1983年、アルバム『Danse ta vie』）
- 平山みき（1990年、シングル曲としてリリース）
- Mi-Ke（1992年、アルバム『忘れじのフォーク・白い2白いサンゴ礁』）
- フェイ・ウォン（1993年、広東語詞で曲名『若你真愛我』としてリリース、アルバム『十万個為甚麼』収録）
- 三代目魚武濱田成夫（1996年、アルバム『三代目魚武濱田成夫』）
- 大谷育江（2000年、アルバム『ミレニアム・シリーズ タイムカプセルVol.6 〜これもA(R)I?〜』）
- クレモンティーヌ（2003年、アルバム『Clé』）
- The JADE（2009年、アルバム『手紙』）
- 中森明菜（2009年、アルバム『フォーク・ソング2 〜歌姫哀翔歌』）
- 小木曽雪菜（米澤円）（2014年、アルバム『WHITE ALBUM2 VOCAL COLLECTION』(アニメ『WHITE ALBUM2』2話劇中歌)）
- 村上ゆき（2014年、アルバム『Piano Woman〜友だちから〜』収録）

笑わせるじゃないか
- 研ナオコ（1984年、アルバム『Again』収録）
- カトリーヌ・カトリーヌ（1998年、シングル曲としてリリース）

## その他
- さだまさしが1982年のアルバム『夢の轍』に収録されている「まりこさん」というタイトルのアンサーソングを制作している。

- 2012年に放映された、テレビ東京系アニメ『ジュエルペット サンシャイン』第49話の挿入歌に「悪女」の『寒水魚』バージョンが使用された[注釈 1]。